# Бущране (община Буяновац)
Вижте пояснителната страница за други значения на Бущране.
Бущране (на сръбски: Буштрање или Buštranje) е село в община Буяновац, Пчински окръг, Сърбия. Според преброяването от 2002 година селото има население от 80 души, всички сърби.

## История
В края на XIX век Бущране е село в Прешевска кааза на Османската империя. Според статистиката на Васил Кънчов („Македония. Етнография и статистика“) от 1900 година Бушреш (Буширени) е населявано от 120 жители българи християни. Според патриаршеския митрополит Фирмилиан в 1902 година в Бущриня има 27 сръбски патриаршистки къщи.

## Население
- 1948 – 200
- 1953 – 191
- 1961 – 196
- 1971 – 182
- 1981 – 142
- 1991 – 111
- 2002 – 80